# Pseudobradya hirsuta
Pseudobradya hirsuta är en kräftdjursart som först beskrevs av T. och A. Scott 1896.  Pseudobradya hirsuta ingår i släktet Pseudobradya och familjen Ectinosomatidae. Arten är reproducerande i Sverige. Inga underarter finns listade i Catalogue of Life.